# Constant maturity swap
Una constant maturity swap è un'obbligazione a tasso variabile indicizzato ai tassi swap a lunga scadenza; risulta conveniente allorché si prevede un aumento della pendenza positiva della curva dei rendimenti. La definizione di Constant Maturity fa appunto riferimento al fatto che la cedola fa sempre riferimento ai tassi indipendentemente dalla scadenza del titolo.